# Роквелл (Айова)
Роквелл (англ. Rockwell) — місто (англ. city) в США, в окрузі Серро-Гордо штату Айова. Населення — 1071 особа (2020).

## Географія
Роквелл розташований за координатами 42°58′48″ пн. ш. 93°11′14″ зх. д. / 42.98000° пн. ш. 93.18722° зх. д. (42.979965, -93.187127).  За даними Бюро перепису населення США в 2010 році місто мало площу 7,72 км², уся площа — суходіл.

## Демографія
Згідно з переписом 2010 року, у місті мешкало 1039 осіб у 420 домогосподарствах у складі 299 родин. Густота населення становила 135 осіб/км².  Було 444 помешкання (57/км²).
Расовий склад населення:
| - 98,6 % — білих - 0,1 % — чорних або афроамериканців - 0,1 % — азіатів |

До двох чи більше рас належало 1,2 %. Частка іспаномовних становила 1,6 % від усіх жителів.
За віковим діапазоном населення розподілялося таким чином: 23,7 % — особи молодші 18 років, 56,6 % — особи у віці 18—64 років, 19,7 % — особи у віці 65 років та старші. Медіана віку мешканця становила 41,7 року. На 100 осіб жіночої статі у місті припадало 93,8 чоловіків;  на 100 жінок у віці від 18 років та старших — 87,5 чоловіків також старших 18 років.
Середній дохід на одне домашнє господарство  становив 60 890 доларів США (медіана — 53 421), а середній дохід на одну сім'ю — 70 882 долари (медіана — 66 875). Медіана доходів становила 48 125 доларів для чоловіків та 38 750 доларів для жінок. За межею бідності перебувало 5,2 % осіб, у тому числі 6,5 % дітей у віці до 18 років та 6,6 % осіб у віці 65 років та старших.
Цивільне працевлаштоване населення становило 601 осіб. Основні галузі зайнятості: освіта, охорона здоров'я та соціальна допомога — 23,5 %, виробництво — 17,6 %, роздрібна торгівля — 10,1 %, оптова торгівля — 8,0 %.